# Lịch sử Ukraina
Ukraine thời tiền sử, là một phần của thảo nguyên Pontic, đã đóng một vai trò quan trọng trong các liên hệ văn hóa Á-Âu, bao gồm sự lan rộng của Thời đại đồ đồng đá, Thời đại đồ đồng, di cư Ấn-Âu và thuần hóa ngựa.
Vốn là một phần của Scythia thời cổ đại và được định cư bởi Getae, trong thời kỳ di cư, Ukraina cũng là nơi mở rộng Slavic sớm, và đi vào lịch sử đúng đắn với việc thành lập nhà nước thời trung cổ Rus' Kiev, nổi lên như một quốc gia hùng mạnh vào thời Trung cổ nhưng tan rã vào ngày 12   thế kỷ. Sau giữa thế kỷ 14, các lãnh thổ Ukraina ngày nay đã nằm dưới sự cai trị của ba cường quốc bên ngoài:
1. Hãn quốc Kim Trướng
2. Đại công quốc Lietuva và Vương quốc Ba Lan - trong thế kỷ 15, những vùng đất này nằm dưới sự cai trị của Vương quyền Vương quốc Ba Lan, sau đó là Liên bang Ba Lan Litva (từ năm 1569)
3. Hãn quốc Krym (từ thế kỷ 15)

Sau cuộc nổi dậy năm 1648 của người Cossacks chống lại Khối thịnh vượng chung Ba Lan-Litva, Hetman Bohdan Khmelnytsky đã đồng ý với Hiệp ước Pereyaslav vào tháng 1 năm 1654. Bản chất chính xác của mối quan hệ được thiết lập bởi hiệp ước này giữa Cossack Hetmanate và Nga vẫn là vấn đề gây tranh cãi về mặt học thuật. Thỏa thuận này đã kết thúc Chiến tranh Nga-Ba Lan (1654-67) cũng được gọi là Chiến tranh cho Ukraine. Do đó, theo Hiệp ước Hòa bình vĩnh cửu, được ký vào năm 1686, phần phía đông của Ukraine (phía đông sông Dnieper) đã thuộc quyền cai trị của Nga , 146.000 rúp đã được trả cho Ba Lan để bồi thường cho việc mất Left Bank of Ukraine  và các bên đồng ý không ký hiệp ước riêng với Đế chế Ottoman. Hiệp ước bị phản đối mạnh mẽ ở Ba Lan và không được Sejm (quốc hội của Khối thịnh vượng chung Ba Lan-Litva) phê chuẩn cho đến năm 1710. Tính hợp pháp của việc phê chuẩn của nó đã bị tranh chấp. Theo Jacek Staszewski, hiệp ước không được xác nhận bằng nghị quyết của Sejm cho đến khi Convocation Sejm (1764).